# إسطركن أسود الثغيرة
إسطركن أسود الثغيرة (الاسم العلمي:Strychnos melastomatoides) هو نوع من النباتات يتبع جنس الإسطركن من الفصيلة اللوغانية.